# Poética Cognitiva
La Poética Cognitiva (llamada también Teoría Literaria Cognitiva, Crítica Cognitiva, Estilística Cognitiva, o Historicismo Neural -Neural Historicism por su relación sonora con New Historicism, Neohistoricismo) es un movimiento de teoría literaria surgido a inicios del siglo XXI. Su principal planteamiento teórico es que los fenómenos de la literatura pueden y deben ser estudiados con las herramientas desarrolladas por las ciencias cognitivas a lo largo de los últimos cincuenta años, en especial las que provienen de la lingüística cognitiva, la psicología cognitiva, la antropología cognitiva, la neurociencia, la inteligencia artificial y la psicología evolucionaria. La diferencia principal entre la poética cognitiva y la mayoría de los movimientos o escuelas de teoría literaria (como el estructuralismo, el posestructuralismo, el poscolonialismo, etc.) es la definición de su objeto de estudio: para la poética cognitiva las obras literarias no son solamente los textos (textualismo), sino que los textos en conjunto con los procesos cognitivos de producción y comprensión de los mismos (cognitivismo).

## Descripción general
El desarrollo de la lingüística y de las ciencias cognitivas a lo largo de las últimas décadas ha significado profundos cambios con respecto a qué es lo que se entiende por un texto. Desde las gramáticas textuales de los años setenta (Rumelhart 1977, Mandler & Johnson 1977) hasta los modelos de situación corporeizados de la presente década (Zwaan 2004), pasando por los modelos de construcción e integración de los ochenta y noventa (Van Dijk & Kintsch 1983, Kintsch 1988, Kintsch 1998); la comunidad lingüística ha llegado al firme convencimiento de que los textos no son entidades que se puedan estudiar de manera aislada de quienes los utilizan, como hacían el estructuralismo y la lingüística generativa. Los textos se representan en la mente de los usuarios de acuerdo con principios que son antes que nada de orden cognitivo; y, además, la representación del texto en la mente no es igual al texto en el papel.
Este descubrimiento, al que han aportado también la pragmática, el análisis del discurso, la lingüística cognitiva y la psicolingüística, obliga a preguntarse de qué manera deberían ser entendidos todos los textos, incluidos los literarios.
La Poética Cognitiva surge como respuesta a esa pregunta. Presupone que las herramientas con las que se han estudiado los textos, desde la ciencia cognitiva, en las últimas décadas, deben ser también utilizadas para la investigación acerca de la literatura.

## Historia

### 1970
Los primeros antecedentes de la poética cognitiva se encuentran en trabajos de investigadores de psicolingüística de los años setenta, como Kintgen (1978) y Van Dijk (1979). Estos autores proponían que los hallazgos de la psicolingüística, en especial los que decían relación con el discurso, podían aplicarse al estudio de la literatura. Van Dijk (1979), en particular, proponía que el método de comprensión textual de múltiples niveles que postulara un año antes en conjunto con Walter Kintsch, era fácilmente adaptable al análisis literario.

### 1980
Durante los años ochenta diversos autores trabajaron sobre supuestos similares al anterior, aunque sin mucha relación entre sí. Es de peculiar importancia la línea de investigación abierta por Reuven Tsur (Tsur 1992) en esa época, a partir de una idea bastante sencilla, pero, no por eso, menos penetrante. Basándose en el hallazgo de que la memoria de corto plazo no puede almacenar más que un número muy reducido de unidades (chunks, cf. Miller 1956), Tsur proponía que las estructuras fonológicas de los sistemas de producción poética en todo el mundo obedecían a las mismas restricciones en cuanto a la extensión de los versos y los hemistiquios. Otros dos volúmenes de relevancia se publican durante dicha década: el primero es Realidad mental y mundos posibles de Jerome Bruner (1986) que es el primer trabajo en postular que la narración es antes que un género literario una modalidad de pensamiento, el segundo es Metaphors We Live By de George Lakoff y Mark Johnson (1980) que propone que la metáfora es antes que una figura literaria, de la misma manera, un modo de pensamiento.

### 1990
La década de 1990 es el momento en que las diversas aproximaciones a una teoría literaria cognitiva comienzan a converger. De un lado, los teóricos de las metáforas (en la línea de Lakoff) y de las narraciones (en la línea de Bruner) se empiezan a articular; y de otro, los estudios sobre el tópico inician la adquisición de un estatuto en la discusión científica por medio de la difusión a través de revistas y la celebración de congresos. Por otra parte, Raymond Gibbs publica The poetics of mind (1994), donde, apoyado en la psicolingüística experimental, defiende la tesis de que fenómenos normalmente considerados puramente literarios, como las metáforas, las metonimias y las ironías son, en realidad, fenómenos del pensamiento, en consonancia con las ideas de la lingüística cognitiva.Un hito, siempre mencionado en las historias de la disciplina, es el número monográfico de la revista Stanford Humanities Review de la primavera de 1994, en la que el premio Nobel Herbert Simon plantea cruzar el puente entre humanidades y ciencias (Bridging the Gap: Where Cognitive Science Meets Literary Criticism), por medio del texto Literary Criticism: A Cognitive Approach; artículo que además motiva una treintena de respuestas en el mismo volumen. Un segundo hito es la publicación de otro de los textos fundacionales de la disciplina: The Literary Mind de Mark Turner en 1996, en que extremando las posturas de Bruner y Lakoff de la década anterior, plantea que no sólo los mecanismos narrativos y metafóricos de la mente van más allá de la literatura, sino que la mente es en sí misma literaria. El último hito de la década es el establecimiento del grupo Cognitive Approaches to Literature en la Asociación Moderna de Lenguaje (Modern Language Association, MLA) en 1998.

### 2000
La presente década significa la consolidación del movimiento, en especial por el progresivo incremento de publicaciones y libros sobre el tema. En 2002 la revista Poetics Today (volumen 23, N.º 1) lanza una edición monográfica titulada Literature and the Cognitive Revolution, donde los principales exponentes de la escuela publican artículos en que presentan sus investigaciones. Casi simultáneamente, aparece el primer texto introductorio al campo, Cognitive Poetics: an Introduction de Peter Stockwell, el que es seguido por un volumen complementario al año siguiente: Cognitive Poetics in Practice, cuyos editores son Joanna Gavins y Gerard Steen. En el mismo 2002, Elena Semino y Jonathan Culpeper compilan artículos en Cognitive Stylistics: Language and Cognition in Text Analysis. En 2003 se publican al menos dos libros más, la compilación de artículos Narrative Theory and the Cognitive Sciences de David Herman, y Cognitive Science, Literature, and the Arts: A Guide for Humanists de Patrick Colm Hogan. En 2004 aparece un nuevo volumen compilatorio, The Work of Fiction: Cognition, Culture, and Complexity, a cargo de Alan Richardson y Ellen Spolsky. Desde entonces, al menos existen dos números monográficos más de revistas: a) European Journal of English Studies (volumen 9, N.º 2, 2005) y b) College Literature (volumen 33, N.º 1, 2006; que trata de aproximaciones al estudio cognitivo de Shakespeare). En 2006 se están editando dos libros nuevos sobre el área: a) Why We Read Fiction: Theory of Mind And the Novel, de Lisa Zunshine y b) Text World Theory: An Introduction, de Joanna Gavins. La lista es incompleta, pues falta mencionar las publicaciones de Mary Thomas Crane, Margaret Freeman y David Miall entre otros.

## Principales tópicos
En general, los diferentes tópicos que aborda la Poética Cognitiva provienen de las más diversas disciplinas de las ciencias de la mente. Dependiendo de cuál de ellas provenga: el tópico, los objetos de estudio, el tipo de hipótesis y las metodologías de investigación, variarán enormemente.

### Metáforas Conceptuales y Blending
Teoría proveniente de la lingüística cognitiva
Las teorías de las metáforas conceptuales y de blending (mezclaje conceptual) fueron desarrolladas desde inicios de los años ochenta por teóricos como George Lakoff, Mark Johnson, Mark Turner y Giles Fauconnier. La idea básica de esta teoría (Lakoff & Johnson 1980) es que la metáfora no es en principio una figura del lenguaje, ni una figura literaria, sino que una forma de pensamiento. En esta forma de pensamiento se relaciona un dominio fuente con un dominio meta por medio de la proyección (mapping) de las propiedades de uno en el otro. Por ejemplo, la metáfora 
el amor es un viaje es una metáfora conceptual (estas se escriben por convención con 
versalitas) que integra numerosas metáforas textuales como "hemos llegado a un callejón sin salida (en nuestra relación)", "nuestra relación no va para ningún lado", "no sé para dónde vamos (en nuestra relación)", etc.; en esta metáfora se proyectan desde el dominio fuente (el viaje) ciertas características al dominio meta (el amor), como que los viajes poseen un inicio, una dirección, un recorrido y un final, los que se equiparan con estadios en las relaciones amorosas. Las metáforas conceptuales cumplen con una serie de principios generales (cf. Lakoff 1987), como, por ejemplo, que el dominio fuente es más concreto y el dominio meta más abstracto. La importancia de esta primera versión la teoría de las metáforas para la poética cognitiva es que diluye la separación entre literatura y lenguaje cotidiano.
En una publicación de 1989, Lakoff y Turner se proponen estudiar las especificidades de las metáforas propiamente literarias, en el entendido de que ellas también se pueden interpretar por medio de la teoría de las metáforas conceptuales. En dicha propuesta, exponen que las metáforas literarias extienden los mecanismos del pensamiento ordinario por medio de cuatro proyecciones: extensión (una metáfora conceptual original asume interpretaciones agregadas), elaboración (una metáfora conceptual explora combinaciones inéditas), cuestionamiento (una metáfora conceptual expone sus límites) y composición (dos metáforas conceptuales diferentes se integran en una nueva combinación).
En parte, debido a esta última potencialidad de las metáforas en la literatura, es que Fauconnier & Turner (1994) plantean una nueva forma de entender el fenómeno. Ellos postulan que la teoría metafórica conceptual es una ejecución particular de un tipo de proceso mental más complejo, denominado blending o mezclaje conceptual. El ámbito de operación de las metáforas conceptuales son relaciones diádicas, de dos vías, entre dominios fuente y meta. El ámbito de operación del blending son múltiples espacios, los que se combinan (blend) entre sí para dar origen a un espacio nuevo. Por ejemplo, Súperman es el resultado, al menos, del blending entre el espacio hombre y el espacio pájaro (Súperman es un hombre -o superhombre- que puede volar). Este tipo de casos no los puede explicar la teoría estándar de las metáforas conceptuales.
En la aplicación al estudio de la literatura, las teorías de metáforas conceptuales y blending, trabajan con el modo como las representaciones mentales se activan y articulan a partir de la información presente en los textos.

### Narratología Cognitiva
Teoría proveniente de la inteligencia artificial, la psicología cognitiva y la lingüística generativa
La teoría narratológica cognitiva se desarrolla desde los años setenta en tres ámbitos diferentes de la ciencia cognitiva: a) los modelos de comprensión elaborados en inteligencia artificial, b) los modelos de arquitectura de la memoria propuestos por la psicología cognitiva y c) los modelos de gramáticas textuales proyectados desde la lingüística generativa. En el primer caso, la principal propuesta es la teoría de Guiones, Planes y Metas (Scripts, Plans, Goals and Understanding) de Schank & Abelson (1977). Un guion constituye la secuencia típica de acciones que los seres humanos realizan en situaciones particulares, como ir a un restaurante: 1) buscar un asiento, 2) leer el menú, 3) ordenar el pedido, etc. En estas secuencias hay un escenario, un conjunto de actores, determinadas acciones, etc., que constituyen el guion de la secuencia. De acuerdo con la aplicación de la teoría, más allá de la órbita de la inteligencia artificial, la mente humana comprendería las situaciones socioculturales a las que se expone, en la medida en que accediera a guiones previamente almacenados de situaciones similares. Los guiones mentales se activarían completos ante la exposición a algunos elementos representativos de los mismos, y permitirían una adecuada acción e interacción en tales circunstancias. Por ejemplo, si una persona es invitada a una fiesta de cumpleaños, esto activa en su mente el guion de "fiesta de cumpleaños" y la persona sabe que debe asistir con un regalo para el festejado o la festejada, que es posible que coma torta y que deberá cantar Cumpleaños Feliz. Si bien los guiones fueron planteados como ítemes procedimentales, en la misma década Endel Tulving (1977) propuso que los guiones eran básicos para el establecimiento de la memoria episódica, esto es, la memoria autobiográfica. De esta manera, las teorías de guiones y de memoria atrajeron las narraciones desde la literatura, que es lo que llevará a Bruner (1986) a sostener que la mente humana posee una modalidad de pensamiento narrativo, una vez más, más allá de la literatura.
El estudio de las narraciones escritas también se desarrolló en la misma época (Rumelhart 1975, 1977, Mandler & Johnson 1977). Para estos efectos, los teóricos de las ciencias cognitivas realizaron un intento de extensión de la gramática generativo transformacional, creando las llamadas gramáticas de historias. Una gramática de historias consistía en un conjunto limitado de reglas de generación que permitían generar un ilimitado número de narraciones posibles. Las reglas de generación consideraban como unidades las proposiciones lingüísticas (que se pueden expresar por medio de oraciones o cláusulas). por ejemplo, en el relato: "Había una vez una niña muy bonita. Su madre le había hecho una capa roja y la muchachita la llevaba tan a menudo que todo el mundo la llamaba Caperucita Roja...", una gramática de historias consideraría que la oración: "Había una vez una niña muy bonita" correspondería a ESCENARIO, que "Su madre le había hecho una capa roja" sería [FÁBULA [HISTORIA [ESTRUCTURA DE EVENTO [EPISODIO [INICIO]]]]]. La potencialidad del modelo consiste en que atrae una de las potencialidades mayores de la lingüística generativa: la recursividad. Junto con lo anterior es importante destacar que la propuesta de gramáticas de historias se constituyó como uno de los primeros intentos de la lingüística por dar cuenta de fenómenos textuales que iban más allá del nivel oracional.
Las gramáticas de historias fueron fuertemente cuestionadas en los años siguientes (Johnson-Laird 1983), fundamentalmente porque no existía una consistencia en el emparejamiento entre las proposiciones oracionales y las funciones de las gramáticas: dos analistas diferentes podían llegar a árboles igualmente diferentes para una misma historia, o, en palabras de Kintsch (1998), "[las gramáticas] carecían de un estatuto computacional claro". A raíz de esto dichas propuestas fueron desplazadas por los denominados modelos de situación (Van Dijk & Kintsch 1983, Fauconnier 1984/1995), en los que ya no importaba tanto la estructura proposicional de las narraciones, como las representaciones del estado de cosas al que ellas se referían.
En la actualidad (cf. Herman 2003) se reconoce que las narraciones constituyen uno de los principales modos de pensamiento, o, dicho de otra manera, uno de los artefactos cognitivos (cf. Hutchins 1994) más propios de la cognición humana. Ellas permiten organizar información o eventos estructurados de manera cronológica, con un mínimo de recursos. Es por esta razón, que en su aplicación al estudio de la literatura, las teorías narratológicas pueden dar cuenta de manera altamente formalizada, entre otras cuestiones, de los procesos inferenciales involucrados en la lectura: algo que ya habían detectado las teorías tradicionales de la literatura en la distinción entre fábula (historia narrada cronológicamente) y sujet (la manera como se narra la historia -ocupando recursos lineales y no lineales como restrospecciones, prospecciones, flashbacks, etc.).

### Mundos Posibles y Mundos Textuales
Teoría proveniente de la lógica y la lingüística

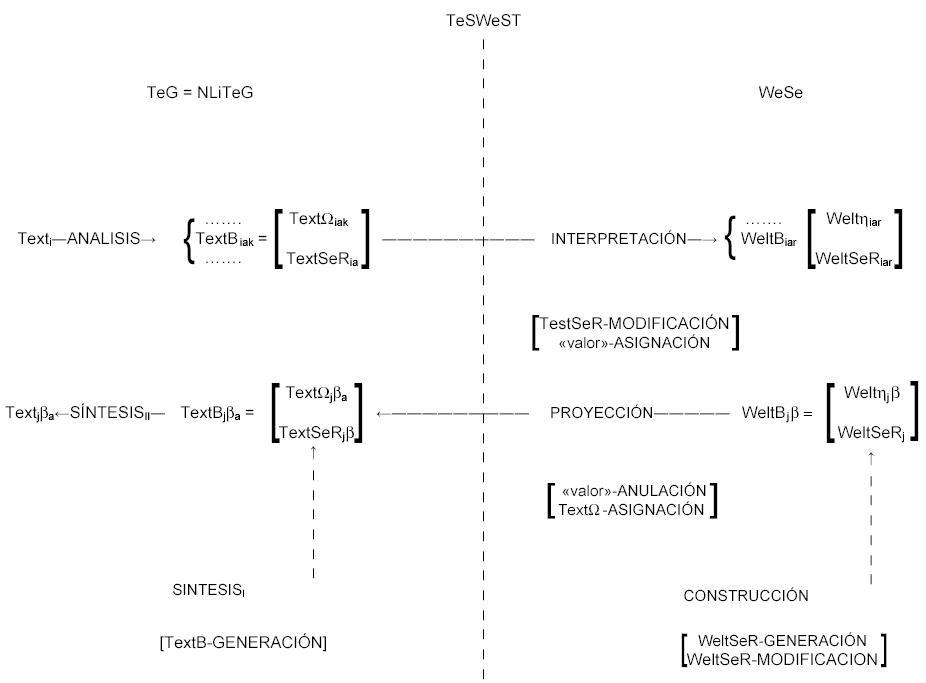
Teoría de mundos posibles de Petöfi (1978), o TeSWeST: unifica una teoría de la estructura del texto, TeS, con una estructura del mundo, WeS.

Las teorías de mundos posibles y textuales tienen como objeto de estudio el mundo que se crea por medio de la literatura.

### Literatura y Prototipos
La teoría de prototipos surge de la investigación de Eleanor Rosch sobre la categorización humana, en contraste con la teoría clásica de la categorización. Tradicionalmente, las categorías se han definido listando las propiedades individualmente necesarias y conjuntamente suficientes para que un ente sea adscrito a ellas; idealmente, se han definido por género próximo y diferencia específica aunque también se han empleado matrices de rasgos discretos con el mismo fin. Los estudios de Rosch muestran que existe una serie de fenómenos que afectan a las categorías en cuanto objetos psicológicos y que no son predecibles desde la teoría clásica. Así, los miembros de una categoría pueden ordenarse de acuerdo con su estatus como buen ejemplar de esta; ciertos miembros pueden tomarse como punto de referencia o fondo para otros que operan como figura; en tareas de verificación, las oraciones en que figuran términos que expresan ciertas categorías se resuelven más rápidamente o más lentamente según el ente referido; en tareas de denominación, ciertos términos tienen preeminencia respecto de otros; en algunos casos no podemos ubicar un ente de modo absoluto en una categoría determinada o en su conjunto complemento; ciertos miembros de una categoría se aprenden con más facilidad que otros, etcétera. Estos fenómenos, y otros no mencionados aquí, sugieren que la noción clásica de categoría no es psicológicamente válida. En la versión fuerte de la teoría de prototipos se propone que las categorías se estructuran a partir de un prototipo (ideal, estadístico o ejemplar) que sirve de núcleo en torno al cual se ordenan radialmente los otros miembros de la categoría. Mientras más alejado está del prototipo el miembro, peor representante es de la categoría. Los defensores de esta visión comparten también que los conceptos son entidades mentales por lo que defienden una teoría prototípica de los conceptos. Alternativamente, la propia Rosch ha reconocido que sus hallazgos no permiten inferir de modo cierto una estructura prototípica para las categorías mentales: en todos los casos estamos ante efectos de prototipicalidad, pero los resultados son agnósticos respecto de la forma en que se estructuran las categorías o los conceptos en la mente humana (si es que se estructuran).
Lakoff, en Women, Fire... propone la existencia de distintos modelos de estructuras semánticas, más allá de la radialidad que parece quedar implícita en Rosch, sugiriendo la estructuración del significado por medio "modelos cognitivos idealizados". En su teoría quedan definidos distintos tipos de prototipicidad, aclarados a través de ejemplos concretos. Cabe aclarar que Lakoff aporta cierto marco social a la teoría semántica, al tomar de Putnam la idea de los "estereotipos lingüísticos" y la concepción de que el trabajo lingüístico está distribuido socialmente, por lo cual no todos los miembros de una comunidad lingüística tienen por qué constar de los mismos esquemas conceptuales. Tras esta interpretación está la idea de que los modelos cognitivos son adquiridos y enriquecidos a través de la experiencia.
Turner sugiere la adecuación de esta teoría para el estudio de los géneros literarios, aunque no llega a aplicarla. La teoría de prototipos está fuertemente relacionada, en este ámbito de estudios, con otras teorías sobre esquemas mentales.

### Figura y Fondo
En la teoría lingüística de Leonard Talmy, la relación entre figura y fondo expresa la distribución de la atención, uno  de los cuatro sistemas ‘imaginísticos’ empleados en la construcción de escenas cognitivas. La relación recoge tanto el hecho de que típicamente en las oraciones una unidad se considera con respecto a  otra que sirve de punto de referencia, como la evidencia de que, por razones semántico-pragmáticas, ciertas combinaciones son fácilmente admisibles mientras que otras resultan extrañas, como se observa en el siguiente ejemplo: 
(1) La bicicleta está cerca de la casa 
(2) ?La casa está cerca de la bicicleta.
Aunque en términos puramente formales la relación de proximidad es reversible (si X está cerca de Y, Y está cerca de X), (2) no parece aceptable mientras que (1) sí. Esto obedece a que las entidades se organizan en una relación figura-fondo, en que el sujeto de la oración es la figura (trayector, en Langacker) y el sintagma preposicional, el fondo ("landmark", en Langacker). 'Bicicleta', por ser un objeto móvil y relativamente pequeño en el dominio considerado, es una buena figura pero un mal fondo; por el contrario, 'casa' es un buen fondo pero una mala figura en el ejemplo expuesto.
La relación figura-fondo lleva a suponer que el espacio y el lenguaje compartirían recursos de estructuración de escenas.

### Literatura y Neurociencia
Probablemente el primer trabajo que vincula los estudios lingüísticos y literarios con la neurociencia sea el escrito de Jakobson "Dos aspectos del lenguaje y dos tipos de afasia". En él, el lingüista ruso propone asociar la dicotomía saussureana entre relaciones paradigmáticas y sintagmáticas con los dos tipos clásicos de afasia que tradicionalmente reconoce la neuropsicología, Wernicke y Broca, respectivamente. En la medida en que el mismo Jakobson propone relacionar la dictomía saussureana ya mencionada con las dos figuras retóricas fundamentales, metáfora y metonimia, puede concluirse que en el sistema del pensador ruso se establecen dos grupos de fenómenos, de un lado, los de tipo paradigmático (metáfora y afasia de Wernicke) y, del otro, los de tipo sintagmático (metonimia y afasia de Broca).